# Festival de Tierra Amarilla
Le Festival de Tierra Amarilla est un festival musical ayant lieu au Chili chaque année en janvier, pendant une durée de 2 jours.
Il existe depuis 2014. Le Festival de Tierra Amarilla est le festival dans la ville de Tierra Amarilla.

## Présentateurs
| Éditions | Éditions | Présentateurs                                                                      | Télédiffuseur |
| -------- | -------- | ---------------------------------------------------------------------------------- | ------------- |
| 1re      | 2014     | Claudia Conserva et Jordi Castell                                                  | TVN           |
| 2e       | 2015     | 1re nuit: Antonella Ríos et Juan Andrés Salfate 2e nuit: Julia Vial et Leo Caprile | La Red        |
| 3e       | 2016     | Ignacio Franzani, Mey Santamaría et Julia Vial                                     | La Red        |